# Laminaria farlowii
Espèce
Laminaria farlowii est une espèce d'algues brunes de la famille des Laminariaceae.